# Buckie
Buckie (gael. Bucaidh) – miasto w Wielkiej Brytanii, położone w północno-wschodniej Szkocji. Pdd względem liczby mieszkańców jest trzecim  po Forres i Elgin w hrabstwie Moray.